# MV Astoria
El MV Astoria es un barco que fue construido por el astillero Götaverken (Gotenburgo, Suecia) como el transatlántico Stockholm para la compañía Swedish American Line y posteriormente fue reformado como crucero en 1993. Se encargó su construcción en 1944 y entró en servicio en 1948. Como Stockholm, es más conocido por una colisión accidental contra el transatlántico italiano Andrea Doria en julio de 1956, que provocó el hundimiento del Andrea Doria y 46 muertes frente a la costa de Nantucket, Massachusetts, Estados Unidos.

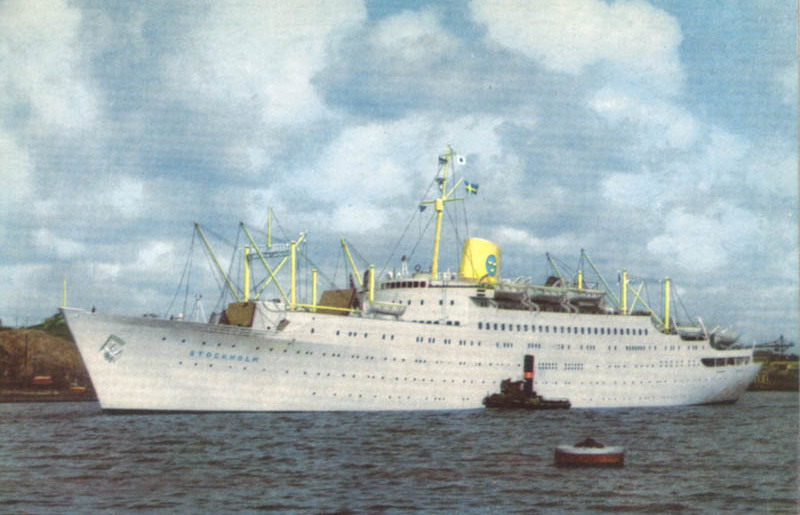
El Stockholm en 1952, aún con su superestructura original.

El Astoria navegó con la compañía Cruise & Maritime Voyages hasta 2020, cuando la compañía suspendió sus operaciones debido a la pandemia de COVID-19 y el buque estuvo inmovilizado desde entonces en el puerto de Rotterdam, Países Bajos.
En junio de 2025, el barco, aún amarrado en Róterdam, fue subastado de nuevo y vendido por 200.000 € al único postor, la empresa de desguace de barcos Galloo, con sede en Gante, Bélgica. El comprador trasladó el Astoria a Gante en julio y también tuvo que liquidar las tasas portuarias pendientes con el anterior propietario antes de tomar posesión del barco. El 4 de julio de 2025, el Astoria fue remolcado de Róterdam a Gante para su reciclaje, y llegó allí el mismo día.

## Nombres
Durante sus siete décadas de servicio, el buque pasó por varios propietarios y navegó bajo los nombres Stockholm, Völkerfreundschaft, Volker, Fridtjof Nansen, Italia I, Italia Prima, Valtur Prima, Caribe, Athena y Azores antes de comenzar a prestar servicio como Astoria en marzo de 2016.